# Malvinas
Malvinas – urugwajska kanonierka z końca XIX wieku, zamówiona i zbudowana w niemieckiej stoczni Schichau w Elblągu. Jednostka została zwodowana w 1885 roku jako statek handlowy, po czym zakupiona przez rząd Urugwaju została uzbrojona i wcielona w skład marynarki wojennej tego kraju w tym samym roku. Okręt został wycofany ze służby w 1912 roku.

## Projekt i budowa
Przyszły „Malvinas” został zbudowany w niemieckiej stoczni Schichau w Elblągu jako cywilny statek handlowy . Wodowanie odbyło się w 1885 roku . Jednostka została następnie zakupiona przez rząd Urugwaju i uzbrojona, stając się kanonierką .

## Dane taktyczno-techniczne
Okręt był kanonierką ze stalowym kadłubem o długości 42,98 metra, szerokości 6,96 metra i średnim zanurzeniu 3,05 metra . Wyporność normalna wynosiła 400 ton . Siłownię jednostki stanowiła maszyna parowa o mocy 280 KM . Prędkość maksymalna napędzanego jedną śrubą okrętu wynosiła 8 węzłów. Paliwo stanowił węgiel .
Na uzbrojenie artyleryjskie okrętu składały się dwa pojedyncze szybkostrzelne (QF) działka małego kalibru .

## Służba
Kanonierka została przyjęta w skład urugwajskiej marynarki wojennej w 1885 roku pod nazwą „Malvinas” . Okręt został wycofany ze służby w 1912 roku.